# Фелінологія
Феліноло́гія — наука про котів. Термін має латино-грецьке походження від латинського felinus (котячий) і грецького logos (наука). Фелінологія вивчає анатомію, генетику, фізіологію і розведення свійських котів. Фахівців, що займаються фелінологією, називають фелінологами.